# (1663) van den Bos
(1663) van den Bos es un asteroide que forma parte del cinturón de asteroides y fue descubierto el 4 de agosto de 1926 por Harry Edwin Wood desde el observatorio Union de Johannesburgo, República Sudaficana.

## Designación y nombre
van den Bos fue designado inicialmente como 1926 PE.
Posteriormente se nombró en honor del astrónomo sudafricano de origen neerlandés Willem Hendrik van den Bos (1896-1974).

## Características orbitales
van den Bos está situado a una distancia media del Sol de 2,24 ua, pudiendo acercarse hasta 1,839 ua. Su excentricidad es 0,1793 y la inclinación orbital 5,363°. Emplea en completar una órbita alrededor del Sol 1225 días.